# Lubomir Iwanow
Lubomir Łałow Iwanow (bułg. Любомир Лалов Иванов; ur. 7 października 1952 w Sofii) – bułgarski matematyk, geograf, lingwista oraz polityk.
Przewodniczący sekcji „Logiki matematycznej” w Instytucie Matematyki i Informatyki Bułgarskiej Akademii Nauk (1990–2011). Przewodniczący Bułgarskiej Komisji ds. antarktycznego nazewnictwa, 1994 r. oraz państwowy przedstawiciel Międzynarodowego Komitetu ds Antarktycznej Informacji Geograficznej. Prezes fundacji „Manfred Wörner”, 1994 r. Przewodniczący Klubu Atlantyckiego w Bułgarii (2001–2009).

## Życiorys

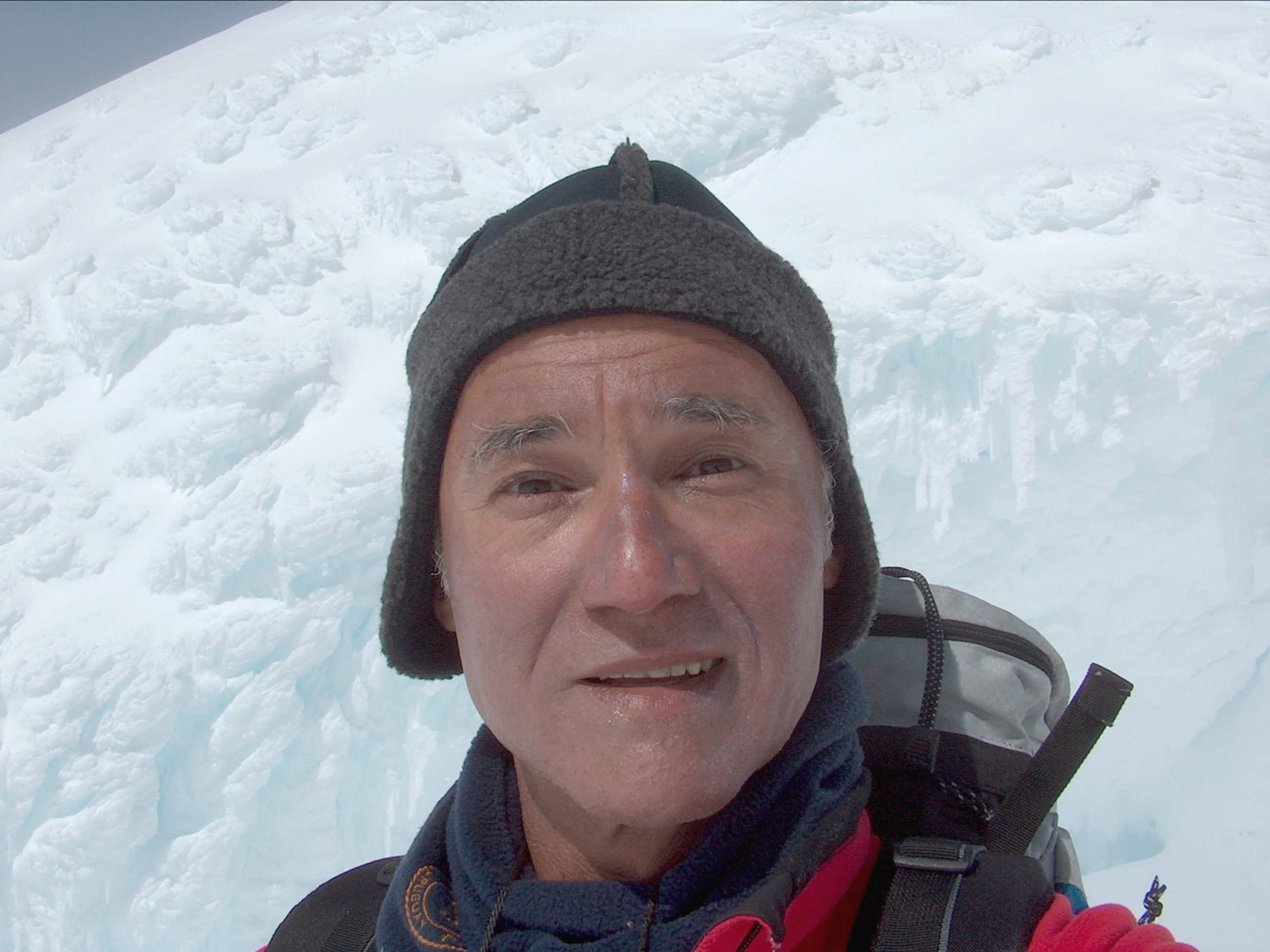
Lubomir Iwanow na Antarktydzie

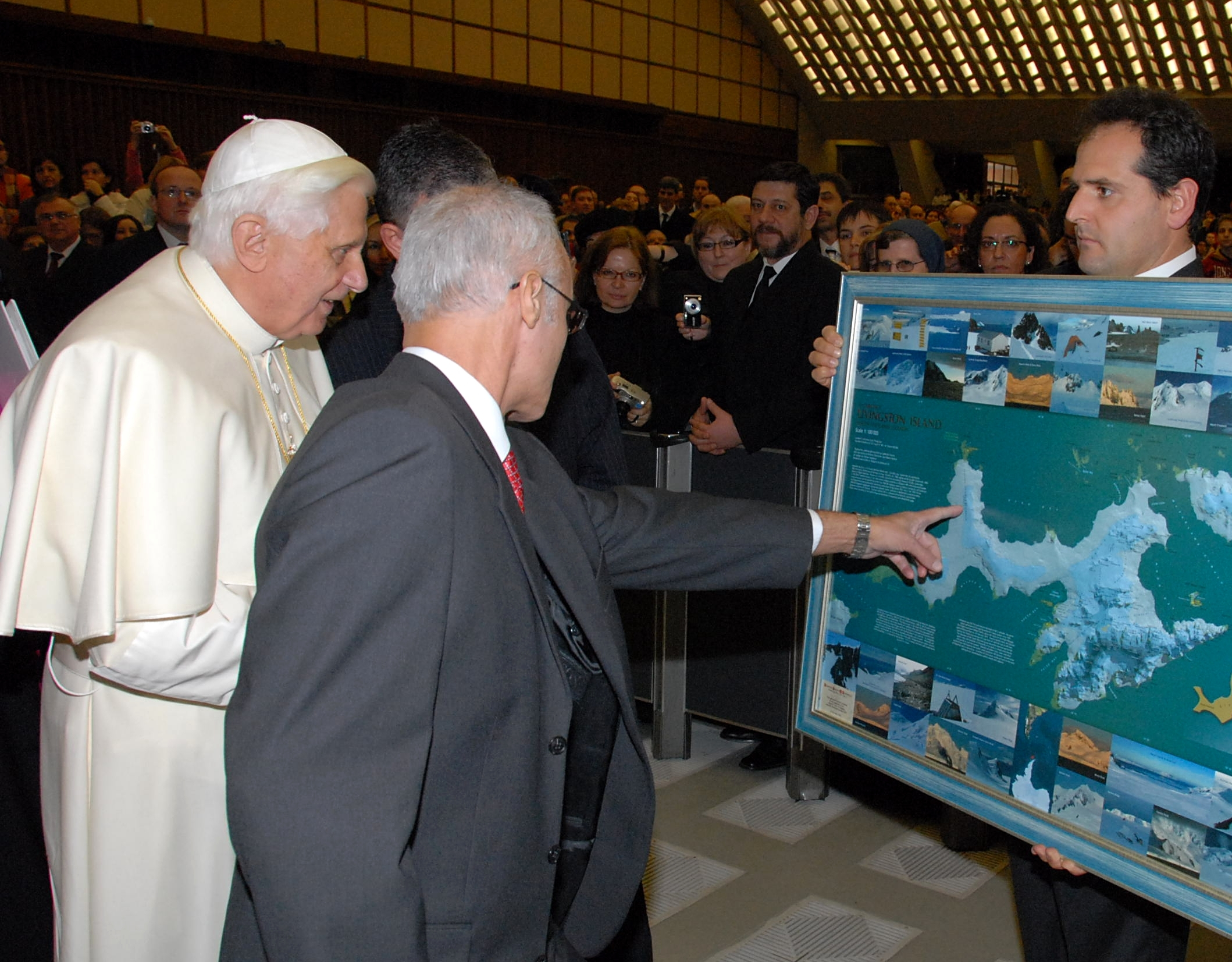
Lubomir Iwanow prezentuje swoją mapę Wyspy Livingstona papieżowi Benedyktowi XVI podczas wizyty w Watykanie (grudzień 2005), wskazując na Półwysep Jana Pawła II

Lubomir Iwanow urodził się 7 października 1952 w Sofii. W latach 1986–1988 zorganizował udaną dysydentową kampanię przeciwko kandydaturze Sofii na gospodarza w mieście i Górach Witosza Zimowe igrzyska olimpijskie w 1992 i 1994 roku. Od 1989 roku działacz niezależnego stowarzyszenia „Ekogłasnost”. Autor Karty '89 o ochronie bułgarskiego dziedzictwa przyrodniczego. Współzałożyciel stowarzyszenia „Priroden fond” oraz Partii Zielonych, 1989 r. Uczestnik rozmów przy okrągłym stole, 1990 r. Członek Narodowej Rady Koordynacyjnej Związku Sił Demokratycznych (1990–1991). Członek VII Wielkiego Zgromadzenia Narodowego. Autor naukowych prac w dziedzinie matematyki, informatyki, lingwistyki, toponimii, które zostały zastosowane zwłaszcza w Prostym systemie transliteracji alfabetu bułgarskiego. Iwanow proponuje swoje podejście transliteracji cyrylicy także dla innych alfabetów, takich jak rosyjski. Uczestnik czterech antarktycznych wypraw badawczych, autor pierwszych bułgarskich map topograficznych Antarktydy. Kierownik badań topograficznych ekspedycji Tangra 2004/05.

## Nagrody
W 1987 roku odznaczony nagrodą „Nikoły Obreszkowa” – najwyższa krajową nagrodą za osiągnięcia w matematyce, za jego monografię Algebraic Recursion Theory.
Nagroda UNHCR za wkład w badania nad uchodźcami.